# 丹尼爾·伯格
丹尼爾·伯格（Daniel Berger；1993年4月7日—）是美國的一位職業高爾夫球選手。丹尼爾·伯格出生在佛羅里達州，他的父親是一位職業網球運動員。伯格曾經就讀於佛羅里達州州立大學並且代表佛羅里達州州立大學參加高爾夫球賽事。他現在是一位職業高爾夫球選手，參加PGA巡迴賽的比賽。